# Uwe Rada
Uwe Rada (* 1963 in Göppingen) ist ein deutscher Journalist und Schriftsteller.

## Leben
Nach der Schulzeit in Baden-Württemberg begann Uwe Rada 1983 mit einem Studium der Geschichte und Germanistik an der FU Berlin. Seit damals lebt und arbeitet Rada in Berlin, wo er anfänglich im Transportgewerbe unter anderem als LKW-Fahrer tätig war. Seit 1994 schreibt er als Journalist für die taz. Uwe Rada ist mit der Landschaftsplanerin und Wissenschaftlerin Inka Schwand verheiratet, die seit 2019 den Naturpark Schlaubetal leitet.
Sein journalistisches und schriftstellerisches Schaffen hat, nach der anfänglichen Fokussierung auf Fragen der Stadtentwicklung, einen Schwerpunkt auf Osteuropa und insbesondere auf die deutsch-polnischen Beziehungen. Ein Thema, das Rada unter anderem mit der geographischen Nähe zwischen seinem Wohnort Berlin und Polen erklärt. Seine Werke zu den großen europäischen Flüssen Elbe, Oder und Memel wurden auch in die polnische und belarussische Sprache übersetzt.
2024 veröffentlichte er das Buch Neuwald.

## Publikationen
- Mietenreport. Ch. Links Verlag, Berlin 1991, ISBN 978-3-86153-026-8.
- Hauptstadt der Verdrängung: Berliner Zukunft zwischen Kiez und Metropole. Schwarze Risse, Berlin 1997, ISBN 978-3-924737-39-9.
- Berliner Barbaren: wie der Osten in den Westen kommt. BasisDruck, Berlin 2001, ISBN 978-3-86163-115-6.
- Zwischenland: europäische Geschichten aus dem deutsch-polnischen Grenzgebiet. be.bra-Verlag, Berlin 2004, ISBN 978-3-89809-045-2.
- Die Oder: Lebenslauf eines Flusses. Kiepenheuer, Berlin 2005, ISBN 978-3-378-01079-6.
  - Odra: życiorys pewnej rzeki. Wojnowce KEW, Wrocław 2015, ISBN 978-83-7893-129-4 (polnisch).
- Gemeinsam mit Inka Schwand: Polen hin und weg. Ed. q, Berlin 2007, ISBN 978-3-86124-605-3.
- Gemeinsam mit Inka Schwand: Baltische Begegnungen: unterwegs in Estland, Lettland und Litauen. Ed. q, Berlin 2008, ISBN 978-3-86124-620-6, urn:nbn:de:101:1-2012111518300.
- Die Memel: Kulturgeschichte eines europäischen Stromes. Siedler, München 2010, ISBN 978-3-88680-930-1.
  - Halasy Panjamonnja: historyja, kulʹtura, le͏̈sy adnaho eŭrapejskaha abšaru. Tėchnalohija, Minsk 2011, ISBN 978-985-458-212-2 (belarussisch).
  - Niemen: dzieje pewnej europejskiej rzeki. Wydawn. Borussia, Olsztyn 2012, ISBN 978-83-8923373-8 (polnisch).
- Die Elbe: Europas Geschichte im Fluss. Siedler, München 2013, ISBN 978-3-88680-995-0.
- Die Adria: Wiederentdeckung eines Sehnsuchtsortes. Pantheon Verlag, München 2013, ISBN 978-3-570-55222-3, urn:nbn:de:101:1-201409075856.
  - Adriatyk: miejsca, ludzie, historie. Wydawnictwo Uniwersytetu Jagiellońskiego, Kraków 2016, ISBN 978-83-233-4068-3 (polnisch).
- 1988. Roman. edition.fotoTAPETA, Berlin 2017, ISBN 978-3-940524-65-2.
- Stephan Felsberg, Tim Köhler und Uwe Rada: Eine unmögliche Universität. 30 Prüfungen, die die Europa-Universität Viadrina bestehen musste. Vergangenheitsverlag, Berlin 2022, ISBN 978-3-86408-291-7.
- Morgenland Brandenburg. BeBra Verlag, Berlin 2023, ISBN 978-3-89809-223-4.
- Spree - European Essays on Nature and Landscape, KJM Buchverlag, Berlin 2025, ISBN 978-3-96194-251-0

Als Herausgeber
- Fokus Wasser: Brandenburgs Kulturlandschaft im Wandel. Koehler & Amelang, Leipzig 2007, ISBN 978-3-7338-0359-9.
- Stoffwechsel: Brandenburg und Berlin in Bewegung. Koehler & Amelang, Leipzig 2008, ISBN 978-3-7338-0365-0.
- Bürgerland Brandenburg: Demokratie und Demokratiebewegungen zwischen Elbe und Oder. Koehler & Amelang, Leipzig 2009, ISBN 978-3-7338-0368-1.
- Die vergessene Grenze. Eine europäische Reise von Oberschlesien zur Ostsee. be.bra Verlag, Berlin 2018, ISBN 978-3-86124-718-0.

## Sonstiges

### taz-Autorenkürzel
Bei Kurzartikeln in der gedruckten Ausgabe der taz steht das Autorenkürzel WERA für Uwe Rada.